# Lee David Zlotoff
Lee David Zlotoff (* 10. Juli 1954 in New York City) ist ein US-amerikanischer Filmproduzent, Drehbuchautor und Regisseur. Er erlangte Bekanntheit als Schöpfer der 1985 gestarteten Fernsehserie MacGyver. An der Neuauflage, die seit 2016 ausgestrahlt wird, ist er als Executive Producer beteiligt. Zudem war er ausführender Produzent der Fernsehserie Remington Steele.
Als Regisseur inszenierte er neben vereinzelten Episoden verschiedener Serien 1990 den US-amerikanisch-italienischen Fernsehfilm Plymouth und 1996 den Film Die Geschichte vom Spitfire Grill (1996).
Zlotoff ist verheiratet, hat vier Kinder und lebt bei Los Angeles.

## Filmografie (Auswahl)

### Drehbuch
- 1981: Polizeirevier Hill Street (Fernsehserie, 2 Episoden)
- 1982–1983: Remington Steele (Fernsehserie, 7 Episoden)
- 1985–1992: MacGyver (Fernsehserie)
- 1988: Nitti – Der Bluthund (Frank Nitti: The Enforcer)
- 1990: Der Mond über Plymouth (Plymouth) (auch Regie)
- 1996: Die Geschichte vom Spitfire Grill (The Spitfire Grill) (auch Regie)
- 2005–2010: Navy CIS (Fernsehserie, 2 Episoden)
- 2016–2019: MacGyver (Fernsehserien, 3 Episoden)

### Produktion
- 1984: Der Feuerteufel (Firestarter)
- 1985: Werwolf von Tarker Mills (Silver Bullet)
- 1985: Katzenauge (Cat's Eye)
- 1986: Der City Hai (Raw Deal)
- 1986: King Kong lebt (King Kong Lives)
- 1986: Rhea M – Es begann ohne Warnung (Maximum Overdrive)
- 1987: Das Schlafzimmerfenster (The Bedroom Window)
- 1990: 24 Stunden in seiner Gewalt (Desperate Hours)
- 1996: Unforgettable
- 1997: Breakdown